# Magali Di Marco Messmer
Magali Di Marco Messmer (* 9. September 1971 in La Chaux-de-Fonds als Magali Messmer) ist eine Schweizer Langstreckenläuferin, die als Triathletin bis 2010 auch bei Rennen über die olympische Distanz (1,5 km Schwimmen, 40 km Radfahren und 10 km Laufen) startete.

## Werdegang
Im Alter von zehn Jahren begann sie mit dem Schwimmsport und gewann mehrere Schweizer Meistertitel auf Juniorenebene. 1995 nahm sie erstmals an einem Triathlon teil und wurde im selben Jahr sogleich Schweizer Meisterin. Sechs weitere Meistertitel folgten in den Jahren 1996, 1999, 2000, 2005, 2006 und 2007. In den Jahren 1999 und 2000 wurde sie bei den Triathlon-Europameisterschaften jeweils Zweite.

### Olympische Spiele 2000
Ihren grössten Erfolg feierte Messmer bei den Olympischen Spielen 2000 in Sydney, als sie hinter der Schweizerin Brigitte McMahon und der Australierin Michellie Jones die Bronzemedaille gewann. Sie erklärte danach ihren Rücktritt, kehrte jedoch nach drei Jahren wieder zum Spitzensport zurück und etablierte sich erneut an der Weltspitze. 2005 bis 2007 gewann sie dreimal in Folge die Schweizer Meisterschaft.

### Olympische Spiele 2008
2008 startete sie erneut bei den Olympischen Spielen in Peking für die Schweiz und belegte den 13. Rang. In den 15 Jahren von 1995 bis 2009 nahm Magali Di Marco an 73 ITU-Wettkämpfen teil und errang 43 Top-Ten-Platzierungen, im Jahr 2009 war sie Nummer 8 unter den 106 weltbesten Triathletinnen im World Championship Ranking. In Frankreich nahm Magali Di Marco 2010 an der Club-Meisterschaftsserie Lyonnaise des Eaux teil und vertrat dort den Triathlon Club Châteauroux. Im August 2010 wurde sie Dritte bei den Schweizer Triathlon-Meisterschaften und gewann den Lausanne-Marathon. Im April 2014 qualifizierte sie sich in Zürich beim Marathonlauf für die Leichtathletik-Europameisterschaften 2014, wo sie im August den 44. Rang belegte.

### Persönliches
Magali Messmer ist seit 2001 verheiratet, Mutter eines Sohnes und lebt in Troistorrents. In Zusammenarbeit mit der Schweizerischen Unfallversicherungsanstalt (SUVA) organisiert Messmer Trainingslager für Anfänger und Jugendliche.
Als Kandidatin der Grünen Partei kandidierte sie am 7. März 2021 für die Staatsratswahlen im Kanton Wallis.

## Sportliche Erfolge
| Datum/Jahr    | Rang | Wettbewerb                                          | Austragungsort | Zeit        | Bemerkung |
| ------------- | ---- | --------------------------------------------------- | -------------- | ----------- | --- |
| 8. Aug. 2010  | 3    | Schweizer Meisterschaften Triathlon                 | Nyon           |             | Dritte bei der Schweizer Meisterschaft auf der Sprintdistanz (800 m Schwimmen, 18,6 km Radfahren und 5 km Laufen)                                 |

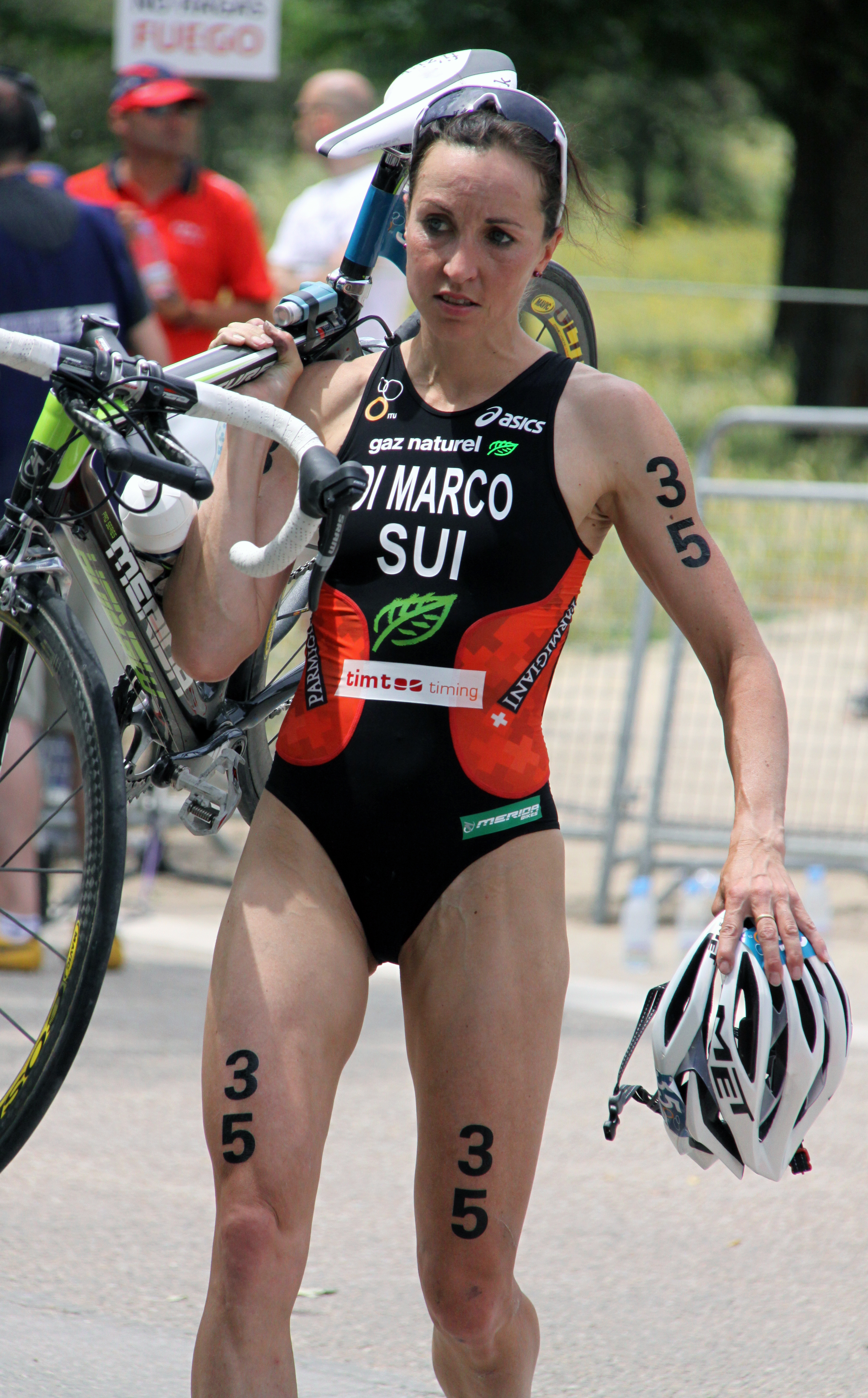
Magali Di Marco Messmer nach dem Massensturz beim WM-Triathlon in Madrid, 2010

| 3. Juli 2010  | 6    | ETU European Triathlon Short Distance Championships | Athlone        | 01:59:00    | bei der Triathlon-Europameisterschaft im Juli 2010 auf der olympischen Kurzdistanz                                                                |
| 5. Juni 2010  | DNF  | ITU Triathlon World Championship Series 2010        | Madrid         | –           | Massensturz |
| 26. Juli 2009 | 13   | ITU World Championship Series 2009                  | Hamburg        | 01:58:25    | |
| 18. Aug. 2008 | 13   | Olympische Spiele 2008                              | Peking         | 02:01:50,74 | hinter der Olympiasiegerin Emma Snowsill |
| 19. Aug. 2007 | 1    | Schweizer Meisterschaften Triathlon                 | Genf           | 02:14:07    | Sieg und Schweizer Meisterin beim Triathlon de Genève vor der Zweitplatzierten Nicola Spirig (1,5 km Schwimmen, 40 km Radfahren und 10 km Laufen) |
| 19. Aug. 2006 | 1    | Schweizer Meisterschaften Triathlon                 | Genf           |             | |
| 21. Mai 2006  | 1    | ITU Triathlon Premium European Cup                  | Sanremo        | 02:15:26    | |
| 2005          | 1    | Schweizer Meisterschaften Triathlon                 | Genf           |             | beim Triathlon de Genève |
| 16. Sep. 2000 | 3    | Olympische Spiele 2000                              | Sydney         | 02:01:08,8  | Dritte hinter der Schweizer Siegerin Brigitte McMahon und der Australierin Michellie Jones                                                        |
| 8. Juli 2000  | 2    | ETU European Triathlon Short Distance Championships | Stein          |             | Triathlon-Vizeeuropameisterin auf der Kurzdistanz                                                                                                 |
| 2000          | 1    | Schweizer Meisterschaften Triathlon                 | Melide TI      |             | |
| 11. Sep. 1999 | 18   | ITU Triathlon Short Distance World Championships    | Montreal       | 01:58:15    | Weltmeisterschaft auf der olympischen Distanz (1500 m Schwimmen, 40 km Radfahren und 10 km Laufen)                                                |
| 1999          | 1    | Schweizer Meisterschaften Triathlon                 | Nyon           |             | |
| 3. Juli 1999  | 2    | ETU European Triathlon Short Distance Championships | Funchal        |             | Triathlon-Vizeeuropameisterin auf der Kurzdistanz                                                                                                 |
| 1998          | 2    | Frauen Triathlon Zürich                             | Zürich         | 01:54:45,5  | Zweite hinter Jackie Gallagher |
| 15. Aug. 1997 | 2    | ITU Triathlon World Cup                             | Embrun         | 02:22:41    | Zweite hinter der Belgierin Mieke Suys |
| 1996          | 1    | Schweizer Meisterschaften Triathlon                 | Schweiz        |             | |
| 12. Nov. 1995 | 26   | ITU Triathlon Short Distance World Championship     | Cancún         | 02:10:05    | Weltmeisterschaft auf der Kurzdistanz. |
| 30. Juli 1995 | 17   | ETU European Triathlon Short Distance Championships | Stockholm      | 02:07:34    | Europameisterschaft auf der Kurzdistanz |
| 1995          | 1    | Schweizer Meisterschaften Triathlon                 | Schweiz        |             | Sieg und Schweizer Meisterin |

| Datum/Jahr    | Rang | Wettbewerb                                | Austragungsort    | Zeit     | Bemerkung                                                                           |
| ------------- | ---- | ----------------------------------------- | ----------------- | -------- | ----------------------------------------------------------------------------------- |
| 16. Aug. 2014 | 44   | Leichtathletik-Europameisterschaften 2014 | Zürich            | 02:46:53 | im Marathon                                                                         |
| 6. Apr. 2014  |      | Zürich-Marathon                           | Zürich            | 02:43:59 | qualifiziert für einen Startplatz bei den Leichtathletik-Europameisterschaften 2014 |
| 27. Okt. 2013 | 1    | Frankfurt-Marathon                        | Frankfurt am Main | 02:41:54 |                                                                                     |
| 17. März 2013 | 11   | Rom-Marathon                              | Rom               | 02:42:50 |                                                                                     |
| 31. Okt. 2010 | 1    | Lausanne-Marathon                         | Lausanne          | 02:54:10 | [ 7 ]                                                                               |

(DNF – Did Not Finish)